# BeNe Ladies Tour 2016
La 3e édition du BeNe Ladies Tour a lieu du 15 juillet au 17 juillet 2016. La course fait partie du calendrier UCI féminin en catégorie 2.2.
Jolien D'Hoore domine l'épreuve en gagnant trois des quatre étapes, dont celle contre-la-montre et en portant le maillot de leader du classement général du début à la fin. Elle remporte aussi le classement par points. Floortje Mackaij est deuxième du classement général et meilleure jeune. Élise Delzenne est troisième de l'épreuve. Enfin Nina Kessler gagne la deuxième étape.

## Parcours
Voir guide technique.

## Équipes
Dix équipes professionnelles, douze équipes amateurs et deux sélections nationales prennent le départ.
| Équipes UCI               | Équipes UCI | Équipes UCI |
| Nom de l'équipe           | Pays        | Code        |
| ------------------------- | ----------- | ----------- |
| Alé Cipollini             | Italie      | ALE         |
| Hitec Products            | Norvège     | HPU         |
| Lares-Waowdeals           | Belgique    | LWW         |
| Lensworld-Zannata-Etixx   | Belgique    | LZE         |
| Liv-Plantur               | Pays-Bas    | TPL         |
| Lotto Soudal              | Belgique    | LBL         |
| Wiggle High5              | Royaume-Uni | WHT         |
| Parkhotel Valkenburg      | Pays-Bas    | PHV         |
| Servetto Footon           | Italie      | SEF         |
| Topsport Vlaanderen-Etixx | Belgique    | VLL         |

| Équipes amateurs                 | Équipes amateurs | Équipes amateurs |
| Nom de l'équipe                  | Pays             | Code             |
| -------------------------------- | ---------------- | ---------------- |
| Autoglas Wetteren                | Belgique         |                  |
| De Jonge Renner                  |                  |                  |
| Jan van Arckel                   | Pays-Bas         |                  |
| Jos Feron Lady Force             |                  |                  |
| Keukens Redant                   | Belgique         |                  |
| Isorex                           | Belgique         |                  |
| Noord-Holland Regio              | Pays-Bas         |                  |
| Restore                          |                  |                  |
| TeamRoxsolt                      |                  |                  |
| WSC Hoop op Zegen – Beveren VZW  | Belgique         |                  |
| Wielerclub de sprinters Malderen | Belgique         |                  |
| Swabo Ladies                     |                  |                  |

| Sélections nationales              | Sélections nationales | Sélections nationales |
| Nom de l'équipe                    | Pays                  | Code                  |
| ---------------------------------- | --------------------- | --------------------- |
| Sélection nationale du Danemark    | Danemark              |                       |
| Sélection nationale des États-Unis | États-Unis            |                       |

## Étapes
| Étape     | Date      | Villes étapes                 | type                        | Distance (km) | Vainqueur d'étape | Leader du classement général |
| --------- | --------- | ----------------------------- | --------------------------- | ------------- | ----------------- | ---------------------------- |
| 1re étape | 15 juill. | Philippine – Philippine       | étape de plaine             | 103           | Jolien D'Hoore    | Jolien D'Hoore               |
| 2e étape  | 16 juill. | Saint-Laurent – Saint-Laurent | étape de plaine             | 75            | Nina Kessler      | Jolien D'Hoore               |
| 3e étape  | 16 juill. | Saint-Laurent – Saint-Laurent | contre-la-montre individuel | 9,6           | Jolien D'Hoore    | Jolien D'Hoore               |
| 4e étape  | 17 juill. | Zelzate – Zelzate             | étape de plaine             | 112           | Jolien D'Hoore    | Jolien D'Hoore               |

## Déroulement de la course

### 1reétape
Un groupe se détache durant la première étape. Jolien D'Hoore et Chloe Hosking en font notamment partie. Jolien D'Hoore gagne la première étape au sprint devant Nina Kessler.
| \| Classement de l'étape \| Classement de l'étape \| Classement de l'étape \| Classement de l'étape \| Classement de l'étape \| \| Coureuse \| Coureuse \| Pays \| Équipe \| Temps \| \| --------------------- \| --------------------- \| --------------------- \| -------------------------------- \| --------------------- \| \| 1re \| Jolien D'Hoore \| Belgique \| Wiggle High5 \| 2 h 35 min 20 s \| \| 2e \| Emilie Moberg \| Norvège \| Hitec Products \| + 0 s \| \| 3e \| Nina Kessler \| Pays-Bas \| Lensworld-Zannata \| + 0 s \| \| 4e \| Jip van den Bos \| Pays-Bas \| Parkhotel Valkenburg Continental \| + 0 s \| \| 5e \| Christina Siggaard \| Danemark \| Danemark \| + 0 s \| \| 6e \| Marta Tagliaferro \| Italie \| Alé Cipollini \| + 0 s \| \| 7e \| Monique van de Ree \| Pays-Bas \| Lares-Waowdeals Women \| + 0 s \| \| 8e \| Kelly Druyts \| Belgique \| Topsport Vlaanderen-Etixx \| + 0 s \| \| 9e \| Chanella Stougje \| Pays-Bas \| Parkhotel Valkenburg Continental \| + 0 s \| \| 10e \| Ilona Hoeksma \| Pays-Bas \| Parkhotel Valkenburg Continental \| + 0 s \| |                    |          |                                  |                 |
| |                    |          |                                  |                 |
| Source : Cycling Quotient |                    |          |                                  |                 |
| Classement de l'étape |                    |          |                                  |                 |
| Coureuse | Coureuse           | Pays     | Équipe                           | Temps           |
| 1re | Jolien D'Hoore     | Belgique | Wiggle High5                     | 2 h 35 min 20 s |
| 2e | Emilie Moberg      | Norvège  | Hitec Products                   | + 0 s           |
| 3e | Nina Kessler       | Pays-Bas | Lensworld-Zannata                | + 0 s           |
| 4e | Jip van den Bos    | Pays-Bas | Parkhotel Valkenburg Continental | + 0 s           |
| 5e | Christina Siggaard | Danemark | Danemark                         | + 0 s           |
| 6e | Marta Tagliaferro  | Italie   | Alé Cipollini                    | + 0 s           |
| 7e | Monique van de Ree | Pays-Bas | Lares-Waowdeals Women            | + 0 s           |
| 8e | Kelly Druyts       | Belgique | Topsport Vlaanderen-Etixx        | + 0 s           |
| 9e | Chanella Stougje   | Pays-Bas | Parkhotel Valkenburg Continental | + 0 s           |
| 10e | Ilona Hoeksma      | Pays-Bas | Parkhotel Valkenburg Continental | + 0 s           |

| \| Classement général \| Classement général \| Classement général \| Classement général \| Classement général \| \| Coureuse \| Coureuse \| Pays \| Équipe \| Temps \| \| ------------------ \| ------------------ \| ------------------ \| -------------------------------- \| ------------------ \| \| 1re \| Jolien D'Hoore \| Belgique \| Wiggle High5 \| 2 h 35 min 07 s \| \| 2e \| Emilie Moberg \| Norvège \| Hitec Products \| + 7 s \| \| 3e \| Nina Kessler \| Pays-Bas \| Lensworld-Zannata \| + 7 s \| \| 4e \| Marta Tagliaferro \| Italie \| Alé Cipollini \| + 10 s \| \| 5e \| Chloe Hosking \| Australie \| Wiggle High5 \| + 10 s \| \| 6e \| Élise Delzenne \| France \| Lotto Soudal Ladies \| + 12 s \| \| 7e \| Jip van den Bos \| Pays-Bas \| Parkhotel Valkenburg Continental \| + 13 s \| \| 8e \| Christina Siggaard \| Danemark \| Danemark \| + 13 s \| \| 9e \| Monique van de Ree \| Pays-Bas \| Lares-Waowdeals Women \| + 13 s \| \| 10e \| Kelly Druyts \| Belgique \| Topsport Vlaanderen-Etixx \| + 13 s \| |                    |           |                                  |                 |
| |                    |           |                                  |                 |
| Source : Cycling Quotient |                    |           |                                  |                 |
| Classement général |                    |           |                                  |                 |
| Coureuse | Coureuse           | Pays      | Équipe                           | Temps           |
| 1re | Jolien D'Hoore     | Belgique  | Wiggle High5                     | 2 h 35 min 07 s |
| 2e | Emilie Moberg      | Norvège   | Hitec Products                   | + 7 s           |
| 3e | Nina Kessler       | Pays-Bas  | Lensworld-Zannata                | + 7 s           |
| 4e | Marta Tagliaferro  | Italie    | Alé Cipollini                    | + 10 s          |
| 5e | Chloe Hosking      | Australie | Wiggle High5                     | + 10 s          |
| 6e | Élise Delzenne     | France    | Lotto Soudal Ladies              | + 12 s          |
| 7e | Jip van den Bos    | Pays-Bas  | Parkhotel Valkenburg Continental | + 13 s          |
| 8e | Christina Siggaard | Danemark  | Danemark                         | + 13 s          |
| 9e | Monique van de Ree | Pays-Bas  | Lares-Waowdeals Women            | + 13 s          |
| 10e | Kelly Druyts       | Belgique  | Topsport Vlaanderen-Etixx        | + 13 s          |

### 2eétape secteur a
Dans le dernier, un groupe de trois coureuses s'échappent. Il oblige les leaders à chasser. Nina Kessler se montre la plus rapide au sprint sur la deuxième étape.
| \| Classement de l'étape \| Classement de l'étape \| Classement de l'étape \| Classement de l'étape \| Classement de l'étape \| \| Coureuse \| Coureuse \| Pays \| Équipe \| Temps \| \| --------------------- \| --------------------- \| --------------------- \| -------------------------------- \| --------------------- \| \| 1re \| Nina Kessler \| Pays-Bas \| Lensworld-Zannata \| 1 h 54 min 30 s \| \| 2e \| Floortje Mackaij \| Pays-Bas \| Liv-Plantur \| + 0 s \| \| 3e \| Chanella Stougje \| Pays-Bas \| Parkhotel Valkenburg Continental \| + 0 s \| \| 4e \| Monique van de Ree \| Pays-Bas \| Lares-Waowdeals Women \| + 0 s \| \| 5e \| Kelly Druyts \| Belgique \| Topsport Vlaanderen-Etixx \| + 0 s \| \| 6e \| Marta Tagliaferro \| Italie \| Alé Cipollini \| + 0 s \| \| 7e \| Skylar Schneider \| États-Unis \| États-Unis \| + 0 s \| \| 8e \| Evy Kuijpers \| Pays-Bas \| Jan van Arckel \| + 0 s \| \| 9e \| Kelly Markus \| Pays-Bas \| Lares-Waowdeals Women \| + 0 s \| \| 10e \| Peta Mullens \| Australie \| \| + 0 s \| |                    |            |                                  |                 |
| |                    |            |                                  |                 |
| |                    |            |                                  |                 |
| Classement de l'étape |                    |            |                                  |                 |
| Coureuse | Coureuse           | Pays       | Équipe                           | Temps           |
| 1re | Nina Kessler       | Pays-Bas   | Lensworld-Zannata                | 1 h 54 min 30 s |
| 2e | Floortje Mackaij   | Pays-Bas   | Liv-Plantur                      | + 0 s           |
| 3e | Chanella Stougje   | Pays-Bas   | Parkhotel Valkenburg Continental | + 0 s           |
| 4e | Monique van de Ree | Pays-Bas   | Lares-Waowdeals Women            | + 0 s           |
| 5e | Kelly Druyts       | Belgique   | Topsport Vlaanderen-Etixx        | + 0 s           |
| 6e | Marta Tagliaferro  | Italie     | Alé Cipollini                    | + 0 s           |
| 7e | Skylar Schneider   | États-Unis | États-Unis                       | + 0 s           |
| 8e | Evy Kuijpers       | Pays-Bas   | Jan van Arckel                   | + 0 s           |
| 9e | Kelly Markus       | Pays-Bas   | Lares-Waowdeals Women            | + 0 s           |
| 10e | Peta Mullens       | Australie  |                                  | + 0 s           |

| \| Classement général \| Classement général \| Classement général \| Classement général \| Classement général \| \| Coureuse \| Coureuse \| Pays \| Équipe \| Temps \| \| ------------------ \| ------------------ \| ------------------ \| -------------------------------- \| ------------------ \| \| 1re \| Jolien D'Hoore \| Belgique \| Wiggle High5 \| 4 h 29 min 34 s \| \| 2e \| Nina Kessler \| Pays-Bas \| Lensworld-Zannata \| + 2 s \| \| 3e \| Emilie Moberg \| Norvège \| Hitec Products \| + 10 s \| \| 4e \| Floortje Mackaij \| Pays-Bas \| Liv-Plantur \| + 12 s \| \| 5e \| Marta Tagliaferro \| Italie \| Alé Cipollini \| + 13 s \| \| 6e \| Chloe Hosking \| Australie \| Wiggle High5 \| + 13 s \| \| 7e \| Chanella Stougje \| Pays-Bas \| Parkhotel Valkenburg Continental \| + 14 s \| \| 8e \| Élise Delzenne \| France \| Lotto Soudal Ladies \| + 15 s \| \| 9e \| Christina Siggaard \| Danemark \| Danemark \| + 15 s \| \| 10e \| Monique van de Ree \| Pays-Bas \| Lares-Waowdeals Women \| + 16 s \| |                    |           |                                  |                 |
| |                    |           |                                  |                 |
| |                    |           |                                  |                 |
| Classement général |                    |           |                                  |                 |
| Coureuse | Coureuse           | Pays      | Équipe                           | Temps           |
| 1re | Jolien D'Hoore     | Belgique  | Wiggle High5                     | 4 h 29 min 34 s |
| 2e | Nina Kessler       | Pays-Bas  | Lensworld-Zannata                | + 2 s           |
| 3e | Emilie Moberg      | Norvège   | Hitec Products                   | + 10 s          |
| 4e | Floortje Mackaij   | Pays-Bas  | Liv-Plantur                      | + 12 s          |
| 5e | Marta Tagliaferro  | Italie    | Alé Cipollini                    | + 13 s          |
| 6e | Chloe Hosking      | Australie | Wiggle High5                     | + 13 s          |
| 7e | Chanella Stougje   | Pays-Bas  | Parkhotel Valkenburg Continental | + 14 s          |
| 8e | Élise Delzenne     | France    | Lotto Soudal Ladies              | + 15 s          |
| 9e | Christina Siggaard | Danemark  | Danemark                         | + 15 s          |
| 10e | Monique van de Ree | Pays-Bas  | Lares-Waowdeals Women            | + 16 s          |

### 2eétape secteur b
Le contre-la-montre est remporté par Jolien D'Hoore, devant Floortje Mackaij et Élise Delzenne.
| \| Classement de l'étape \| Classement de l'étape \| Classement de l'étape \| Classement de l'étape \| Classement de l'étape \| \| Coureuse \| Coureuse \| Pays \| Équipe \| Temps \| \| --------------------- \| ------------------------- \| --------------------- \| -------------------------------- \| --------------------- \| \| 1re \| Jolien D'Hoore \| Belgique \| Wiggle High5 \| 12 min 50 s \| \| 2e \| Floortje Mackaij \| Pays-Bas \| Liv-Plantur \| + 14 s \| \| 3e \| Élise Delzenne \| France \| Lotto Soudal Ladies \| + 18 s \| \| 4e \| Maria Giulia Confalonieri \| Italie \| Lensworld-Zannata \| + 24 s \| \| 5e \| Emma White \| États-Unis \| États-Unis \| + 28 s \| \| 6e \| Riejanne Markus \| Pays-Bas \| Liv-Plantur \| + 33 s \| \| 7e \| Cecilie Uttrup Ludwig \| Danemark \| Danemark \| + 39 s \| \| 8e \| Trine Schmidt \| Danemark \| Danemark \| + 41 s \| \| 9e \| Eileen Roe \| Royaume-Uni \| Lares-Waowdeals Women \| + 42 s \| \| 10e \| Natalie van Gogh \| Pays-Bas \| Parkhotel Valkenburg Continental \| + 43 s \| |                           |             |                                  |             |
| |                           |             |                                  |             |
| Source : Cycling Quotient |                           |             |                                  |             |
| Classement de l'étape |                           |             |                                  |             |
| Coureuse | Coureuse                  | Pays        | Équipe                           | Temps       |
| 1re | Jolien D'Hoore            | Belgique    | Wiggle High5                     | 12 min 50 s |
| 2e | Floortje Mackaij          | Pays-Bas    | Liv-Plantur                      | + 14 s      |
| 3e | Élise Delzenne            | France      | Lotto Soudal Ladies              | + 18 s      |
| 4e | Maria Giulia Confalonieri | Italie      | Lensworld-Zannata                | + 24 s      |
| 5e | Emma White                | États-Unis  | États-Unis                       | + 28 s      |
| 6e | Riejanne Markus           | Pays-Bas    | Liv-Plantur                      | + 33 s      |
| 7e | Cecilie Uttrup Ludwig     | Danemark    | Danemark                         | + 39 s      |
| 8e | Trine Schmidt             | Danemark    | Danemark                         | + 41 s      |
| 9e | Eileen Roe                | Royaume-Uni | Lares-Waowdeals Women            | + 42 s      |
| 10e | Natalie van Gogh          | Pays-Bas    | Parkhotel Valkenburg Continental | + 43 s      |

| \| Classement général \| Classement général \| Classement général \| Classement général \| Classement général \| \| Coureuse \| Coureuse \| Pays \| Équipe \| Temps \| \| ------------------ \| ------------------------- \| ------------------ \| -------------------------------- \| ------------------ \| \| 1re \| Jolien D'Hoore \| Belgique \| Wiggle High5 \| 4 h 42 min 24 s \| \| 2e \| Floortje Mackaij \| Pays-Bas \| Liv-Plantur \| + 26 s \| \| 3e \| Élise Delzenne \| France \| Lotto Soudal Ladies \| + 33 s \| \| 4e \| Maria Giulia Confalonieri \| Italie \| Lensworld-Zannata \| + 40 s \| \| 5e \| Riejanne Markus \| Pays-Bas \| Liv-Plantur \| + 49 s \| \| 6e \| Cecilie Uttrup Ludwig \| Danemark \| Danemark \| + 55 s \| \| 7e \| Nina Kessler \| Pays-Bas \| Lensworld-Zannata \| + 57 s \| \| 8e \| Marta Tagliaferro \| Italie \| Alé Cipollini \| + 58 s \| \| 9e \| Eileen Roe \| Royaume-Uni \| Lares-Waowdeals Women \| + 58 s \| \| 10e \| Natalie van Gogh \| Pays-Bas \| Parkhotel Valkenburg Continental \| + 59 s \| |                           |             |                                  |                 |
| |                           |             |                                  |                 |
| Source : Cycling Quotient |                           |             |                                  |                 |
| Classement général |                           |             |                                  |                 |
| Coureuse | Coureuse                  | Pays        | Équipe                           | Temps           |
| 1re | Jolien D'Hoore            | Belgique    | Wiggle High5                     | 4 h 42 min 24 s |
| 2e | Floortje Mackaij          | Pays-Bas    | Liv-Plantur                      | + 26 s          |
| 3e | Élise Delzenne            | France      | Lotto Soudal Ladies              | + 33 s          |
| 4e | Maria Giulia Confalonieri | Italie      | Lensworld-Zannata                | + 40 s          |
| 5e | Riejanne Markus           | Pays-Bas    | Liv-Plantur                      | + 49 s          |
| 6e | Cecilie Uttrup Ludwig     | Danemark    | Danemark                         | + 55 s          |
| 7e | Nina Kessler              | Pays-Bas    | Lensworld-Zannata                | + 57 s          |
| 8e | Marta Tagliaferro         | Italie      | Alé Cipollini                    | + 58 s          |
| 9e | Eileen Roe                | Royaume-Uni | Lares-Waowdeals Women            | + 58 s          |
| 10e | Natalie van Gogh          | Pays-Bas    | Parkhotel Valkenburg Continental | + 59 s          |

### 3eétape
Vera Koedooder et Ilona Hoeksma, toutes deux de l'équipe Parkhotel Valkenburg, s'échappent. Mais elles se font reprendre dans les derniers mètres. Jolien D'Hoore confirme sa domination en s'imposant sur la dernière étape au sprint.
| \| Classement de l'étape \| Classement de l'étape \| Classement de l'étape \| Classement de l'étape \| Classement de l'étape \| \| Coureuse \| Coureuse \| Pays \| Équipe \| Temps \| \| --------------------- \| ----------------------- \| --------------------- \| ------------------------- \| --------------------- \| \| 1re \| Jolien D'Hoore \| Belgique \| Wiggle High5 \| 2 h 49 min 57 s \| \| 2e \| Marta Tagliaferro \| Italie \| Alé Cipollini \| + 0 s \| \| 3e \| Élise Delzenne \| France \| Lotto Soudal Ladies \| + 0 s \| \| 4e \| Floortje Mackaij \| Pays-Bas \| Liv-Plantur \| + 0 s \| \| 5e \| Nina Kessler \| Pays-Bas \| Lensworld-Zannata \| + 0 s \| \| 6e \| Monique van de Ree \| Pays-Bas \| Lares-Waowdeals Women \| + 0 s \| \| 7e \| Evy Kuijpers \| Pays-Bas \| Jan van Arckel \| + 0 s \| \| 8e \| Emilie Moberg \| Norvège \| Hitec Products \| + 0 s \| \| 9e \| Kelly Druyts \| Belgique \| Topsport Vlaanderen-Etixx \| + 0 s \| \| 10e \| Marjolein van 't Geloof \| Pays-Bas \| Jan van Arckel \| + 0 s \| |                         |          |                           |                 |
| |                         |          |                           |                 |
| Source : Cycling Quotient |                         |          |                           |                 |
| Classement de l'étape |                         |          |                           |                 |
| Coureuse | Coureuse                | Pays     | Équipe                    | Temps           |
| 1re | Jolien D'Hoore          | Belgique | Wiggle High5              | 2 h 49 min 57 s |
| 2e | Marta Tagliaferro       | Italie   | Alé Cipollini             | + 0 s           |
| 3e | Élise Delzenne          | France   | Lotto Soudal Ladies       | + 0 s           |
| 4e | Floortje Mackaij        | Pays-Bas | Liv-Plantur               | + 0 s           |
| 5e | Nina Kessler            | Pays-Bas | Lensworld-Zannata         | + 0 s           |
| 6e | Monique van de Ree      | Pays-Bas | Lares-Waowdeals Women     | + 0 s           |
| 7e | Evy Kuijpers            | Pays-Bas | Jan van Arckel            | + 0 s           |
| 8e | Emilie Moberg           | Norvège  | Hitec Products            | + 0 s           |
| 9e | Kelly Druyts            | Belgique | Topsport Vlaanderen-Etixx | + 0 s           |
| 10e | Marjolein van 't Geloof | Pays-Bas | Jan van Arckel            | + 0 s           |

## Classements finals

### Classement général final
| \| Classement général \| Classement général \| Classement général \| Classement général \| Classement général \| \| Coureuse \| Coureuse \| Pays \| Équipe \| Temps \| \| ------------------ \| ------------------------- \| ------------------ \| -------------------------------- \| ------------------ \| \| 1re \| Jolien D'Hoore \| Belgique \| Wiggle High5 \| 7 h 32 min 09 s \| \| 2e \| Floortje Mackaij \| Pays-Bas \| Liv-Plantur \| + 37 s \| \| 3e \| Élise Delzenne \| France \| Lotto Soudal Ladies \| + 38 s \| \| 4e \| Maria Giulia Confalonieri \| Italie \| Lensworld-Zannata \| + 52 s \| \| 5e \| Riejanne Markus \| Pays-Bas \| Liv-Plantur \| + 1 min 01 s \| \| 6e \| Marta Tagliaferro \| Italie \| Alé Cipollini \| + 1 min 03 s \| \| 7e \| Cecilie Uttrup Ludwig \| Danemark \| Danemark \| + 1 min 07 s \| \| 8e \| Nina Kessler \| Pays-Bas \| Lensworld-Zannata \| + 1 min 09 s \| \| 9e \| Eileen Roe \| Royaume-Uni \| Lares-Waowdeals Women \| + 1 min 10 s \| \| 10e \| Natalie van Gogh \| Pays-Bas \| Parkhotel Valkenburg Continental \| + 1 min 11 s \| |                           |             |                                  |                 |
| |                           |             |                                  |                 |
| Sources : ProCyclingStats Cycling Quotient |                           |             |                                  |                 |
| Classement général |                           |             |                                  |                 |
| Coureuse | Coureuse                  | Pays        | Équipe                           | Temps           |
| 1re | Jolien D'Hoore            | Belgique    | Wiggle High5                     | 7 h 32 min 09 s |
| 2e | Floortje Mackaij          | Pays-Bas    | Liv-Plantur                      | + 37 s          |
| 3e | Élise Delzenne            | France      | Lotto Soudal Ladies              | + 38 s          |
| 4e | Maria Giulia Confalonieri | Italie      | Lensworld-Zannata                | + 52 s          |
| 5e | Riejanne Markus           | Pays-Bas    | Liv-Plantur                      | + 1 min 01 s    |
| 6e | Marta Tagliaferro         | Italie      | Alé Cipollini                    | + 1 min 03 s    |
| 7e | Cecilie Uttrup Ludwig     | Danemark    | Danemark                         | + 1 min 07 s    |
| 8e | Nina Kessler              | Pays-Bas    | Lensworld-Zannata                | + 1 min 09 s    |
| 9e | Eileen Roe                | Royaume-Uni | Lares-Waowdeals Women            | + 1 min 10 s    |
| 10e | Natalie van Gogh          | Pays-Bas    | Parkhotel Valkenburg Continental | + 1 min 11 s    |

### Barème des points UCI
| Position           | 1er | 2e | 3e | 4e | 5e | 6e | 7e | 8e | 9e | 10e |
| Classement général | 40  | 30 | 16 | 12 | 10 | 8  | 6  | 3  | 2  | 1   |
| Par étape          | 8   | 5  | 3  | 1  |    |    |    |    |    |     |
| Leader, par étape  | 2   |    |    |    |    |    |    |    |    |     |

### Classements annexes

#### Classement par points
| Classement par points | Classement par points | Classement par points | Classement par points | Classement par points |
| --------------------- | --------------------- | --------------------- | --------------------- | --------------------- |
|                       | Coureur               | Pays                  | Équipe                | Point(s)              |
| 1er                   | Jolien D'Hoore        | Belgique              | Wiggle High5          | 63 points             |
| 2e                    | Nina Kessler          | Pays-Bas              | Lensworld-Zannata     | 46 pts                |
| 3e                    | Floortje Mackaij      | Pays-Bas              | Liv-Plantur           | 32 pts                |
| modifier              |                       |                       |                       |                       |

#### Classement de la meilleure jeune
| Classement de la meilleure jeune | Classement de la meilleure jeune | Classement de la meilleure jeune | Classement de la meilleure jeune | Classement de la meilleure jeune |
|                                  | Coureur                          | Pays                             | Équipe                           | Temps                            |
| -------------------------------- | -------------------------------- | -------------------------------- | -------------------------------- | -------------------------------- |
| 1er                              | Floortje Mackaij                 | Pays-Bas                         | Liv-Plantur                      | en 7 h 32 min 46 s               |
| 2e                               | Maria Giulia Confalonieri        | Italie                           | Lensworld-Zannata                | +15 s                            |
| 3e                               | Riejanne Markus                  | Pays-Bas                         | Liv-Plantur                      | +24 s                            |
| modifier                         |                                  |                                  |                                  |                                  |

## Évolution des classements
| Étape              | Vainqueur          | Classement général | Classement par points | Classement de la meilleure jeune |
| ------------------ | ------------------ | ------------------ | --------------------- | -------------------------------- |
| 1                  | Jolien D'Hoore     | Jolien D'Hoore     | Jolien D'Hoore        | Jip van den Bos                  |
| 2a                 | Nina Kessler       | Jolien D'Hoore     | Nina Kessler          | Floortje Mackaij                 |
| 2b                 | Jolien D'Hoore     | Jolien D'Hoore     | Jolien D'Hoore        | Floortje Mackaij                 |
| 3                  | Jolien D'Hoore     | Jolien D'Hoore     | Jolien D'Hoore        | Floortje Mackaij                 |
| Classements finals | Classements finals | Jolien D'Hoore     | Jolien D'Hoore        | Floortje Mackaij                 |

## Liste des participantes
Source.

## Organisation et règlement

### Comité d'organisation
La course est organisée par l'association GLS Sportadviesbureau basée à Saint-Denis-Westrem. Le directeur de course est Joerie Devreese.

### Règlement de la course

#### Délais
Lors d'une course cycliste, les coureurs sont tenus d'arriver dans un laps de temps imparti à la suite du premier pour pouvoir être classés. Les délais prévus sont de 10 % pour toutes les étapes en ligne et de 33 % pour les contre-la-montres. La règle des trois kilomètres s'applique conformément au règlement UCI.

#### Classements et bonifications
Le classement général individuel au temps est calculé par le cumul des temps enregistrés dans chacune des étapes parcourues. Des bonifications et d'éventuelles pénalisations sont incluses dans le calcul du classement. Le coureur qui est premier de ce classement est porteur du maillot bleu. En cas d'égalité au temps, la somme des places obtenues sur chaque étape départage les concurrentes. En cas de nouvelle égalité, la place lors de la dernière étape sert de critère pour décider de la vainqueur.
Des bonifications sont attribuées dans cette épreuve. L'arrivée des étapes donne dix, six et quatre secondes de bonifications aux trois premières. L'arrivée de la demi-étape, deuxième secteur a, attribue six, quatre et deux secondes de bonifications aux trois premières. Par ailleurs, durant la course, il existe des sprints intermédiaires dont les trois premiers sont récompensés respectivement de trois secondes, deux secondes et une seconde.

##### Classement par points
Le maillot vert, récompense le classement par points. Celui-ci se calcule selon le classement lors des arrivées d'étape.
Lors d'une arrivée d'étape en ligne, les dix premières se voient accorder des points selon le décompte suivant : 20, 15, 12, 10, 8, 6, 4, 3, 2, 1. Le contre-la-montre attribue les points suivants aux cinq premières : 10, 6, 4, 2 et 1. Les sprints intermédiaires attribuent 5, 3 et 1 points aux trois premières. En cas d'égalité, les coureurs sont prioritairement départagés par le nombre de victoires d'étapes. Si l'égalité persiste, le nombre de victoires à des sprints intermédiaires puis éventuellement la place obtenue au classement général entrent en compte. Pour être classé, un coureur doit avoir terminé la course dans les délais.

##### Classement de la meilleure jeune
Le classement de la meilleure jeune ne concerne qu'une certaine catégorie de coureuses, celles étant âgées de moins de 23 ans. C'est-à-dire aux coureuses nées après le 1er janvier 1993. Ce classement, basé sur le classement général, attribue au premier un maillot blanc. En cas d'égalité, le temps du contre-la-montre détermine le vainqueur.

##### Prix de la combativité
Le jury des commissaires attribue un prix de la combativité à la fin de l'épreuve à une coureuse.

##### Répartition des maillots
Chaque coureuse en tête d'un classement est porteuse du maillot ou du dossard distinctif correspondant. Cependant, dans le cas où une coureuse dominerait plusieurs classements, celle-ci ne porte qu'un seul maillot distinctif, selon une priorité de classements. Le classement général au temps est le classement prioritaire, suivi du classement par points et du classement de la meilleure jeune. Si ce cas de figure se produit, le maillot correspondant au classement annexe de priorité inférieure n'est pas porté par celui qui domine ce classement mais par son deuxième.

#### Primes
Les étapes en ligne, permettent de remporter les primes suivantes:
| Position | 1er   | 2e    | 3e   | 4e   | 5e   | 6e   | 7e   | 8e   | 9e   | 10e  |
| Prix     | 195 € | 113 € | 87 € | 71 € | 59 € | 59 € | 59 € | 59 € | 59 € | 59 € |

En sus, les coureuses placées de la 11e à la 15e place gagnent 28 €.
Les deux demi-étapes rapportent quant à elles :
| Position | 1er   | 2e   | 3e   | 4e   | 5e   | 6e   | 7e   | 8e   | 9e   | 10e  |
| Prix     | 117 € | 87 € | 59 € | 49 € | 38 € | 38 € | 38 € | 38 € | 38 € | 38 € |

En sus, les coureuses placées de la 11e à la 15e place gagnent 28 €.
Le classement général final attribue les sommes suivantes :
| Position | 1er   | 2e    | 3e   | 4e   | 5e   | 6e   | 7e   | 8e   | 9e   | 10e  |
| Prix     | 150 € | 120 € | 90 € | 75 € | 60 € | 50 € | 40 € | 35 € | 25 € | 15 € |

#### Prix
Le classement final par points rapporte 75 € à la vainqueur, le classement de la meilleure jeune 50 €.

### Partenaires
La chaine de télévision locale AVS et Stories sont partenaires du maillot bleu. La loterie nationale belge Lotto parraine le classement par points. Enfin, le classement de la meilleure jeune est parrainé par la province de Flandre-Orientale.